# ألان راسيل
ألان راسيل (بالإنجليزية: Allan Russell)‏ (13 ديسمبر 1980 غلاسكو المملكة المتحدة - ) هو لاعب كرة قدم بريطاني يلعب كمهاجم.

## وصلات خارجية
- ألان راسيل على موقع قاعدة بيانات كرة القدم.إي يو (الإنجليزية)
- ألان راسيل على موقع Soccerbase.com (لاعب) (الإنجليزية)
- ألان راسيل على موقع عالم كرة القدم.نت (الإنجليزية)